# رینو دی سیلوسترو
رینو دی سیلوسترو (ایتالیایی: Rino Di Silvestro؛ ‏ ۳۰ ژانویه ۱۹۳۲ – ۳ اکتبر ۲۰۰۹) یک کارگردان فیلم و فیلم‌نامه‌نویس اهل ایتالیا بود.
از فیلم‌ها یا مجموعه‌های تلویزیونی که وی در آن‌ها نقش داشته است می‌توان به زنان زندانی بند ۷ اشاره نمود.